# Miniconjous

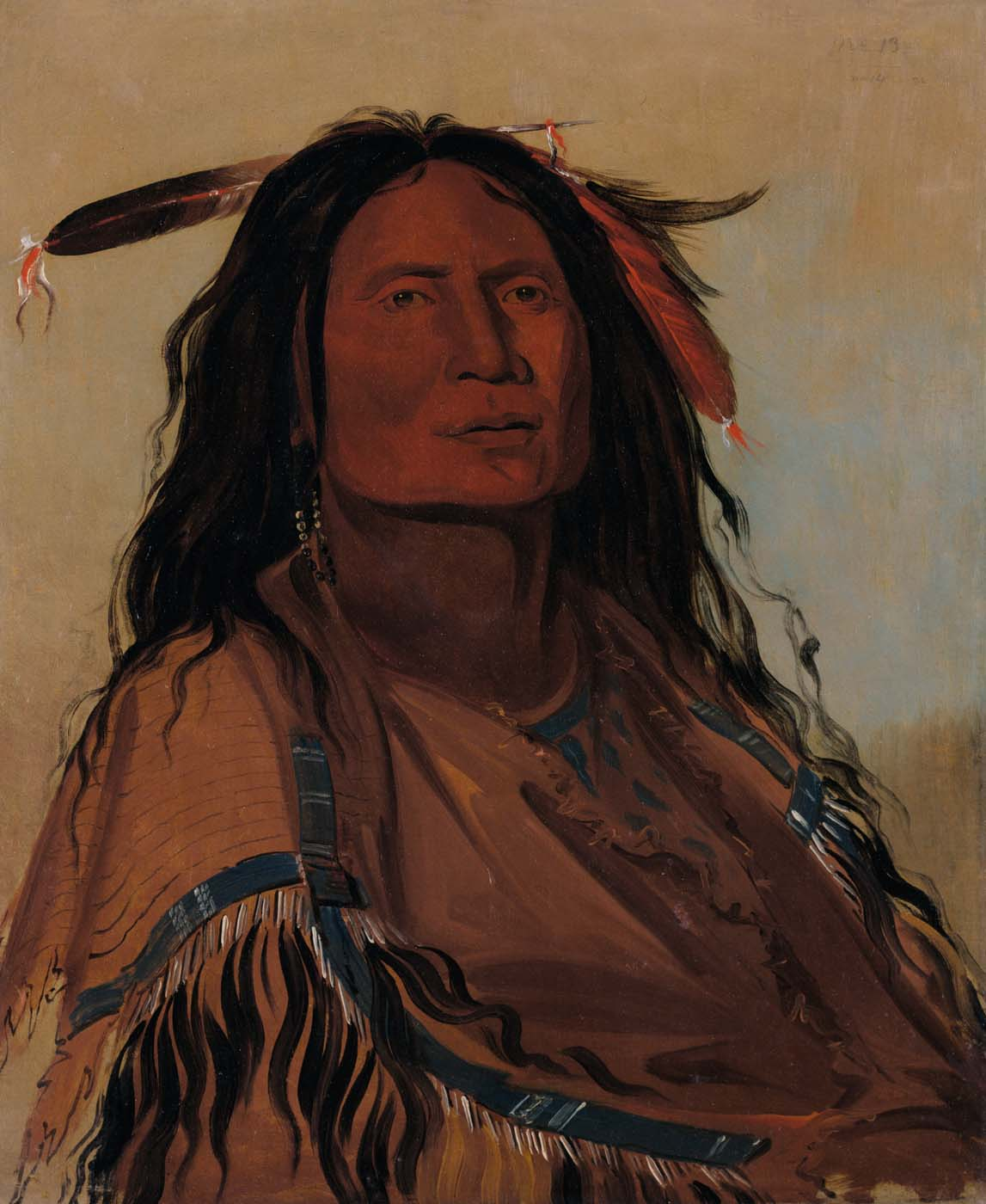
Portrait d'un guerrier miniconjou par George Catlin en 1832.

Les Miniconjous constituent l'un des sept clans qui forment la tribu Lakota.
Miniconjou (ou Minneconjou) signifie « Ils plantent près de l'eau ». Les Miniconjous vivent actuellement dans la réserve de Cheyenne River (Dakota du Sud, aux États-Unis).
Avec les Sans-Arcs (Itázipčho, Itazipcola, Hazipco - « Ceux qui chassent sans arcs ») et les Two Kettles (Oóhe Núŋpa, Oóhenuŋpa, Oohenonpa - « Deux fois bouillis ») ils ont été considérés comme appartenant au Lakota Central et ont été divisés en plusieurs bandes (thiyóšpaye).

## Principales bandes chez les Miniconjous
La liste des principales bandes Miniconjous est donnée par des écrits du XIXe siècle. La voici :
- Unkche yuta, « Mangeurs de fumier ».

- Glaglaheca, « Négligés ».

- Shunka yute shni, « Ne mange pas de chiens ».

- Nige Tanka, « Gros ventre ».

- Wakpokinyan, « Mouches sur la rivière ».

- Inyan ha oin, « Boucles d'oreille coquille de moule ».

- Siksicela, « Les Mauvais ».

- Wagleza-oin, « Boucle d'oreille couleuvre ».

- Wanhin Wega, « Flèche cassée »[2].

## Miniconjous célèbres
La liste de White Bull, dans « Warpath » de Stanley Vestal, dit que six chefs héréditaires étaient en place en 1866 dans les tribus de la réserve :
- Brave Bear
- Makes Room
- White Hollow Horn
- Black Shield
- Lone Horn
- White Swan

...plus deux vice-chefs :
- Lame Deer
- Fire Thunder

Jim Howard fait aussi une liste semblable dans « The Warrior who killed Custer : The personal narrative of Chief Joseph White Bull » :
- Makes Room
- Black Shield
- Lone Horn
- White Hollow Horn
- White Swan
- Comes-flying

…plus deux hommes étant considérés comme des chefs :
- Lame Deer
- Black Moon

Les listes sont les mêmes sauf que Howard remplace Brave Bear par Flying By, et Fire Thunder par Black Moon.
Enfin, White Bull dit que ces chefs étant morts, leurs fils leur succèdent :
- White Bull, fils de Makes Room
- Big Crow, fils de Black Shield
- Touch the Clouds, fils de Lone Horn
- Little Bear, fils de White Hollow Horn
- White Swan, fils de White Swan
- Comes Flying n'avait pas d'enfants
- Crazy Heart, fils de Lame Deer

D'autres Miniconjous furent chef durant le XIXe siècle, dont :
- Big Foot, tué lors du massacre de Wounded Knee[4]